# Станце
Станце је насеље у Пољаници, град Врање у Пчињском округу. Према попису из 2022. било је 51 становника (према попису из 1991. било је 129 становника).

## Опис села
Станце припада Месној заједници Власе. Од центра овог села удаљено је око 1,5 км. Смештено је са обе стране Рождачке реке, близу њеног ушћа у Ветерницу, по коси званој Обарак и местима Мељак и Црна бара. Налази се између села: Ушевце на истоку, Власе на северу, Рождаце на западу и Добрејанце на југу. У село се долази из правца севера, из Власа, уз корито Рождачке реке (неки је називају Станачка). Прилаз из осталих околних села, осим из Рождаца, је отежан због конфигурације земљишта и слабих путева. Из Рождаца се стиже путем низ Рождачку реку.
Село је разбијеног типа, подељено у две махале: Доњу, у долини Рождачке реке, и Горњу, на брегу Обарак.
До ослобођења 1878. године, село је било настањено Арнаутима. После ослобођења доселили су се садашњи становници, и то: Цвејинци, најстарији досељеници, са Косова, Томинци, не зна се одакле су, Зајци и Калаверци из Власа, Дошљаци из Десивојца, Олелици из Дреновца а Николчаци из Рупја у Грделичкој клисури.
Становништво се бави пољопривредом, пре свега ратарством, сточарством и воћарством, а у долини Рождачке реке и повртарством.
Сеоска слава (крсте, литије) је у Белу недељу.

## Демографија
У насељу Станце живи 90 пунолетних становника, а просечна старост становништва износи 41,9 година (40,1 код мушкараца и 44,3 код жена). У насељу има 32 домаћинства, а просечан број чланова по домаћинству је 3,53.
Ово насеље је у потпуности насељено Србима (према попису из 2002. године), а у последња три пописа, примећен је пад у броју становника.
|  |

| Демографија | Демографија | Демографија |
| Година      | Становника  | Становника  |
| ----------- | ----------- | ----------- |
| 1948.       | 287         |             |
| 1953.       | 298         |             |
| 1961.       | 270         |             |
| 1971.       | 210         |             |
| 1981.       | 160         |             |
| 1991.       | 129         | 128         |
| 2002.       | 113         | 113         |
| 2011.       | 81          |             |

| Етнички састав према попису из 2002.‍ | Етнички састав према попису из 2002.‍ | Етнички састав према попису из 2002.‍ | Етнички састав према попису из 2002.‍ | Етнички састав према попису из 2002.‍ |
| ------------------------------------ | ------------------------------------ | ------------------------------------ | ------------------------------------ | ------------------------------------ |
|                                      |                                      |                                      |                                      |                                      |
| Срби                                 | Срби                                 |                                      | 113                                  | 100,0%                               |
| непознато                            | непознато                            |                                      | 0                                    | 0,0%                                 |

| Година пописа     | 1948. | 1953. | 1961. | 1971. | 1981. | 1991. | 2002. |
| ----------------- | ----- | ----- | ----- | ----- | ----- | ----- | ----- |
| Број домаћинстава | 51    | 47    | 47    | 45    | 37    | 38    | 32    |

| Број чланова      | 1 | 2 | 3 | 4 | 5 | 6 | 7 | 8 | 9 | 10 и више | Просек |
| ----------------- | - | - | - | - | - | - | - | - | - | --------- | ------ |
| Број домаћинстава | 5 | 9 | 4 | 4 | 4 | 3 | 2 | 0 | 0 | 1         | 3,53   |

| Пол    | Укупно | Неожењен/Неудата | Ожењен/Удата | Удовац/Удовица | Разведен/Разведена | Непознато |
| ------ | ------ | ---------------- | ------------ | -------------- | ------------------ | --------- |
| Мушки  | 51     | 12               | 28           | 9              | 2                  | 0         |
| Женски | 40     | 2                | 29           | 8              | 1                  | 0         |
| УКУПНО | 91     | 14               | 57           | 17             | 3                  | 0         |

| Пол    | Укупно                    | Пољопривреда, лов и шумарство | Рибарство                            | Вађење руде и камена | Прерађивачка индустрија       |
| ------ | ------------------------- | ----------------------------- | ------------------------------------ | -------------------- | ----------------------------- |
| Мушки  | 31                        | 20                            | 0                                    | 0                    | 2                             |
| Женски | 20                        | 11                            | 0                                    | 0                    | 9                             |
| УКУПНО | 51                        | 31                            | 0                                    | 0                    | 11                            |
| Пол    | Производња и снабдевање   | Грађевинарство                | Трговина                             | Хотели и ресторани   | Саобраћај, складиштење и везе |
| Мушки  | 0                         | 1                             | 1                                    | 2                    | 2                             |
| Женски | 0                         | 0                             | 0                                    | 0                    | 0                             |
| УКУПНО | 0                         | 1                             | 1                                    | 2                    | 2                             |
| Пол    | Финансијско посредовање   | Некретнине                    | Државна управа и одбрана             | Образовање           | Здравствени и социјални рад   |
| Мушки  | 0                         | 0                             | 1                                    | 1                    | 0                             |
| Женски | 0                         | 0                             | 0                                    | 0                    | 0                             |
| УКУПНО | 0                         | 0                             | 1                                    | 1                    | 0                             |
| Пол    | Остале услужне активности | Приватна домаћинства          | Екстериторијалне организације и тела | Непознато            | Непознато                     |
| Мушки  | 0                         | 0                             | 0                                    | 1                    | 1                             |
| Женски | 0                         | 0                             | 0                                    | 0                    | 0                             |
| УКУПНО | 0                         | 0                             | 0                                    | 1                    | 1                             |

## Галерија слика
- Источни део
- Средишњи део
- Западни део